# Dasylirion longistylum
Dasylirion longistylum ist eine Pflanzenart der Gattung Dasylirion in der Familie der Spargelgewächse (Asparagaceae). Ein englischer Trivialname ist „San Luis Potosi Sotol“.

## Beschreibung
Dasylirion longistylum  ist stammlos oder bildet einen kurzen Stamm bis 30 cm Höhe. Die variablen, unregelmäßig angeordneten wachsartigen bläulichen Laubblätter sind 50 bis 70 cm lang und bis 10 mm breit. Die Randdornen sind unregelmäßig nach oben gerichtet.
Der dünne, rispige, kurze Blütenstand wird bis 1 m hoch. Die zahlreichen Blüten sind gelb. 
Die eiförmige Kapselfrüchte enthalten einen Samen und sind 6 bis 8 mm lang und 5 bis 6 mm breit. Die dreikantigen braunen Samen sind 3 mm lang und 2 mm breit.
Die Blühperiode reicht von Juni bis Juli.

## Verbreitung und Systematik
Dasylirion longistylum ist in Mexiko in San Luis Potosi in Höhenlagen von 1500 m verbreitet. Die Art wächst an steinigen Hängen und offenem Waldland.
Die Erstbeschreibung erfolgte 1918 durch James Francis Macbride.
Das seltene Dasylirion longistylum ist ein Mitglied der Sektion Glaucophyllum. Es wächst in einem begrenzten Gebiet in Süd Ost San Luis Potosi. Typisch sind die dünnen Blätter und der schmale Blütenstand. Dasylirion longistylum kann bei trockenem Stand kurze Frostperioden bis minus 8 °C überstehen. 
Dasylirion longistylum ist kaum bekannt.

## Nachweise